# David Lafata
David Lafata (České Budějovice, 18 september 1981) is een Tsjechisch voormalig voetballer die doorgaans als spits speelde. Hij was actief van 1999 tot en met 2018. Lafata was van 2006 tot en met 2016 ook international in het Tsjechisch voetbalelftal, waarvoor hij 41 interlands speelde en negen keer scoorde.

## Carrière
Lafata stroomde in 1999 door vanuit de jeugd van České Budějovice. Hiermee degradeerde hij dat seizoen uit de 1. česká fotbalová liga. Na een kampioenschap in de Druhá liga een jaar later, kwam hij tot en met het seizoen 2004/05 tot 81 wedstrijden voor České Budějovice op het hoogste niveau. Zijn ploeg degradeerde na dat seizoen opnieuw, maar deze keer daalde hij niet mee af.
Lafata verruilde České Budějovice in juli 2005 transfervrij voor Skoda Xanthi. Hier lukte het hem niet om een basisplaats te bemachtigen. Hij keerde daarom terug naar Tsjechië, waar hij onderdak vond bij FK Jablonec. Hij bleef hier één (kalender)jaar en probeerde het toen opnieuw in het buitenland, deze keer bij Austria Wien. Hiermee won hij in het seizoen 2006/07 de ÖFB-Cup. Lafata maakte daarbij de 1–1 in de met 2–1 gewonnen finale tegen SV Mattersburg.
Lafata keerde in juli 2008 terug naar FK Jablonec en groeide uit tot een bepalende speler in het elftal. Hij werd in zowel het seizoen 2010/11 als 2011/12 topscorer van de Tsjechische competitie. Zijn ploeggenoten en hij eindigden in het seizoen 2009/10 één punt achter kampioen Sparta Praag.
Nadat Lafata in de eerste helft van het seizoen 2012/13 weer 13 keer scoorde in 16 wedstrijden, haalde Sparta Praag hem in januari 2013 naar de hoofdstad. Hij werd dat seizoen voor de derde keer topscorer van de Tsjechische competitie. Lafata werd in 2013/14 met Sparta voor het eerst in zijn profcarrière landskampioen. Hij won dat jaar met Sparta ook de nationale beker. Lafata werd in 2014/15, 2015/16 en 2016/17 voor een vierde, vijfde en zesde keer topscorer van Tsjechië.

## Clubstatistieken
| Seizoen | Club                | Competitie              | Competitie | Competitie | Beker | Beker | Internationaal | Internationaal | Totaal | Totaal |
| Seizoen | Club                | Competitie              | Wed.       | Dlp.       | Wed.  | Dlp.  | Wed.           | Dlp.           | Wed.   | Dlp.   |
| ------- | ------------------- | ----------------------- | ---------- | ---------- | ----- | ----- | -------------- | -------------- | ------ | ------ |
| 2000/01 | SK České Budějovice | 1. česká fotbalová liga | 11         | 0          | ?     | ?     | —              | —              | 11     | 0      |
| 2001/02 | SK České Budějovice | Druhá liga              | ?          | ?          | ?     | ?     | —              | —              | ?      | ?      |
| 2002/03 | SK České Budějovice | 1. česká fotbalová liga | 26         | 8          | ?     | ?     | —              | —              | 26     | 8      |
| 2003/04 | SK České Budějovice | 1. česká fotbalová liga | 29         | 14         | ?     | ?     | —              | —              | 29     | 14     |
| 2004/05 | SK České Budějovice | 1. česká fotbalová liga | 25         | 5          | ?     | ?     | —              | —              | 25     | 5      |
| 2005/06 | Skoda Xanthi        | Super League            | 9          | 0          | ?     | ?     | —              | —              | 9      | 0      |
| 2005/06 | FK Jablonec         | 1. česká fotbalová liga | 14         | 3          | ?     | ?     | —              | —              | 14     | 3      |
| 2006/07 | FK Jablonec         | 1. česká fotbalová liga | 17         | 7          | ?     | ?     | —              | —              | 17     | 7      |
| 2006/07 | Austria Wien        | Bundesliga              | 13         | 1          | 3     | 1     | —              | —              | 16     | 2      |
| 2007/08 | Austria Wien        | Bundesliga              | 22         | 5          | 0     | 0     | 7              | 0              | 29     | 5      |
| 2008/09 | Austria Wien        | Bundesliga              | 1          | 0          | 0     | 0     | —              | —              | 1      | 0      |
| 2008/09 | FK Jablonec         | 1. česká fotbalová liga | 30         | 10         | 2     | 0     | —              | —              | 32     | 10     |
| 2009/10 | FK Jablonec         | 1. česká fotbalová liga | 27         | 11         | 9     | 7     | —              | —              | 36     | 18     |
| 2010/11 | FK Jablonec         | 1. česká fotbalová liga | 29         | 19         | 4     | 3     | 2              | 0              | 35     | 22     |
| 2011/12 | FK Jablonec         | 1. česká fotbalová liga | 28         | 25         | 6     | 3     | 4              | 3              | 38     | 31     |
| 2012/13 | FK Jablonec         | 1. česká fotbalová liga | 16         | 13         | 2     | 2     | —              | —              | 18     | 15     |
| 2012/13 | Sparta Praag        | 1. česká fotbalová liga | 12         | 7          | 2     | 0     | 2              | 1              | 16     | 8      |
| 2013/14 | Sparta Praag        | 1. česká fotbalová liga | 30         | 16         | 6     | 2     | 2              | 2              | 38     | 20     |
| 2014/15 | Sparta Praag        | 1. česká fotbalová liga | 30         | 20         | 3     | 1     | 11             | 13             | 44     | 34     |
| 2015/16 | Sparta Praag        | 1. česká fotbalová liga | 26         | 20         | 3     | 2     | 12             | 5              | 41     | 27     |
| 2016/17 | Sparta Praag        | 1. česká fotbalová liga | 28         | 15         | 2     | 0     | 10             | 2              | 40     | 17     |
| 2017/18 | Sparta Praag        | 1. česká fotbalová liga | 22         | 5          | 1     | 0     | 2              | 0              | 25     | 5      |
| Totaal  | Totaal              | Totaal                  | 445        | 204        | 43    | 21    | 52             | 36             | 540    | 261    |

## Interlandcarrière
Op 2 september 2006 maakte Lafata zijn debuut in het Tsjechisch voetbalelftal. Op die dag werd met 2–1 gewonnen van Wales in een kwalificatiewedstrijd voor het EK in 2008. De spits kwam een kwartier voor het einde van het duel in het veld, toen hij van bondscoach Karel Brückner mocht invallen voor Marek Kulič. Binnen één minuut wist hij zijn eerste interlanddoelpunt te maken. In de een-na-laatste minuut tekende Lafata ook voor zijn tweede treffer. Tussen 2007 en 2009 speelde de aanvaller geen interlands. Vanaf het moment dat Lafata speler van FK Jablonec werd, werd hij frequenter opgeroepen voor het nationale team. In 2012 werd hij door bondscoach Michal Bílek opgenomen in de selectie van Tsjechië voor het EK 2012. Op dit toernooi kwam hij eenmaal in actie. Op 8 juni werd met 1–4 verloren van Rusland en vijf minuten voor tijd mocht Lafata als vervanger van Milan Baroš het veld betreden. Na het EK kwam Lafata vaker in actie. Op 14 november 2012 wist hij twee doelpunten te maken, in een oefenduel met Slowakije. Ook debutant Bořek Dočkal maakte een doelpunt en zo werd het 3–0. Ten tijde van de derde treffer was Lafata al gewisseld voor Libor Kozák, die ook zijn debuut maakte. Tijdens de kwalificatiereeks voor het WK 2014 speelde Lafata zes van de tien wedstrijden. Door een derde plaats in de poule, achter Italië en Denemarken, waren de Tsjechen uitgeschakeld voor de eindronde. In het najaar van 2014 startte de kwalificatiewedstrijden voor het EK 2016. Van de tien wedstrijden deed Lafata er zeven mee. Tsjechië wist onder meer IJsland, Turkije en Nederland onder zich te houden en met een eerste plek kwalificeerden de Tsjechen zich voor het EK. Op het toernooi was Tsjechië na nederlagen tegen Spanje (0–1) en Turkije (0–2) en een gelijkspel tegen Kroatië (2–2) uitgeschakeld na de groepsfase. Lafata stopte na afloop van het EK als international.
| Interlands van David Lafata voor Tsjechië | Interlands van David Lafata voor Tsjechië | Interlands van David Lafata voor Tsjechië | Interlands van David Lafata voor Tsjechië | Interlands van David Lafata voor Tsjechië | Interlands van David Lafata voor Tsjechië |
| №                                         | Datum                                     | Wedstrijd                                 | Uitslag                                   | Competitie                                | Goals                                     |
| Als speler bij FK Jablonec                | Als speler bij FK Jablonec                | Als speler bij FK Jablonec                | Als speler bij FK Jablonec                | Als speler bij FK Jablonec                | Als speler bij FK Jablonec                |
| ----------------------------------------- | ----------------------------------------- | ----------------------------------------- | ----------------------------------------- | ----------------------------------------- | ----------------------------------------- |
| 1                                         | 2 september 2006                          | Tsjechië – Wales                          | 2 – 1                                     | EK 2008 kwalificatie                      | 76' 89'                                   |
| 2                                         | 7 oktober 2006                            | Tsjechië – San Marino                     | 7 – 0                                     | EK 2008 kwalificatie                      |                                           |
| 3                                         | 15 november 2006                          | Tsjechië – Denemarken                     | 1 – 1                                     | Vriendschappelijk                         |                                           |
| Als speler bij Austria Wien               |                                           |                                           |                                           |                                           |                                           |
| 4                                         | 7 februari 2007                           | België – Tsjechië                         | 0 – 2                                     | Vriendschappelijk                         |                                           |
| Als speler bij FK Jablonec                |                                           |                                           |                                           |                                           |                                           |
| 5                                         | 1 april 2009                              | Tsjechië – Slowakije                      | 1 – 2                                     | WK 2010 kwalificatie                      |                                           |
| 6                                         | 5 juni 2009                               | Tsjechië – Malta                          | 1 – 0                                     | Vriendschappelijk                         |                                           |
| 7                                         | 22 juni 2010                              | Tsjechië – Turkije                        | 1 – 2                                     | Vriendschappelijk                         |                                           |
| 8                                         | 25 juni 2010                              | Verenigde Staten – Tsjechië               | 2 – 4                                     | Vriendschappelijk                         |                                           |
| 9                                         | 11 augustus 2010                          | Tsjechië – Letland                        | 4 – 1                                     | Vriendschappelijk                         |                                           |
| 10                                        | 29 maart 2011                             | Tsjechië – Liechtenstein                  | 2 – 0                                     | EK 2012 kwalificatie                      |                                           |
| 11                                        | 4 juni 2011                               | Peru – Tsjechië                           | 0 – 0                                     | Vriendschappelijk                         |                                           |
| 12                                        | 7 juni 2011                               | Japan – Tsjechië                          | 0 – 0                                     | Vriendschappelijk                         |                                           |
| 13                                        | 10 augustus 2011                          | Noorwegen – Tsjechië                      | 3 – 0                                     | Vriendschappelijk                         |                                           |
| 14                                        | 6 september 2011                          | Tsjechië – Oekraïne                       | 4 – 0                                     | Vriendschappelijk                         |                                           |
| 15                                        | 11 november 2011                          | Tsjechië – Montenegro                     | 2 – 0                                     | EK 2012 kwalificatie                      |                                           |
| 16                                        | 29 februari 2012                          | Ierland – Tsjechië                        | 1 – 1                                     | Vriendschappelijk                         |                                           |
| 17                                        | 26 mei 2012                               | Tsjechië – Israël                         | 2 – 1                                     | Vriendschappelijk                         | 90+4'                                     |
| 18                                        | 1 juni 2012                               | Tsjechië – Hongarije                      | 1 – 2                                     | Vriendschappelijk                         |                                           |
| 19                                        | 8 juni 2012                               | Tsjechië – Rusland                        | 1 – 4                                     | EK 2012                                   |                                           |
| 20                                        | 15 augustus 2012                          | Oekraïne – Tsjechië                       | 0 – 0                                     | Vriendschappelijk                         |                                           |
| 21                                        | 11 september 2012                         | Tsjechië – Finland                        | 0 – 1                                     | Vriendschappelijk                         |                                           |
| 22                                        | 12 oktober 2012                           | Tsjechië – Malta                          | 3 – 1                                     | WK 2014 kwalificatie                      |                                           |
| 23                                        | 16 oktober 2012                           | Tsjechië – Bulgarije                      | 0 – 0                                     | WK 2014 kwalificatie                      |                                           |
| 24                                        | 14 november 2012                          | Tsjechië – Slowakije                      | 3 – 0                                     | Vriendschappelijk                         | 3' 6'                                     |
| Als speler bij Sparta Praag               |                                           |                                           |                                           |                                           |                                           |
| 25                                        | 6 februari 2013                           | Turkije – Tsjechië                        | 0 – 2                                     | Vriendschappelijk                         | 28'                                       |
| 26                                        | 22 maart 2013                             | Tsjechië – Denemarken                     | 0 – 3                                     | WK 2014 kwalificatie                      |                                           |
| 27                                        | 26 maart 2013                             | Armenië – Tsjechië                        | 0 – 3                                     | WK 2014 kwalificatie                      |                                           |
| 28                                        | 11 oktober 2013                           | Malta – Tsjechië                          | 1 – 4                                     | WK 2014 kwalificatie                      | 33'                                       |
| 29                                        | 15 oktober 2013                           | Bulgarije – Tsjechië                      | 0 – 1                                     | WK 2014 kwalificatie                      |                                           |
| 30                                        | 5 maart 2014                              | Tsjechië – Noorwegen                      | 2 – 2                                     | Vriendschappelijk                         |                                           |
| 31                                        | 9 september 2014                          | Tsjechië – Nederland                      | 2 – 1                                     | EK 2016 kwalificatie                      |                                           |
| 32                                        | 10 oktober 2014                           | Turkije – Tsjechië                        | 1 – 2                                     | EK 2016 kwalificatie                      |                                           |
| 33                                        | 13 oktober 2014                           | Kazachstan – Tsjechië                     | 2 – 4                                     | EK 2016 kwalificatie                      | 44'                                       |
| 34                                        | 16 november 2014                          | Tsjechië – IJsland                        | 2 – 1                                     | EK 2016 kwalificatie                      |                                           |
| 35                                        | 28 maart 2015                             | Tsjechië – Letland                        | 1 – 1                                     | EK 2016 kwalificatie                      |                                           |
| 36                                        | 3 september 2015                          | Tsjechië – Kazachstan                     | 2 – 1                                     | EK 2016 kwalificatie                      |                                           |
| 37                                        | 10 oktober 2015                           | Tsjechië – Turkije                        | 0 – 2                                     | EK 2016 kwalificatie                      |                                           |
| 38                                        | 27 mei 2016                               | Tsjechië – Malta                          | 6 – 0                                     | Vriendschappelijk                         | 74'                                       |
| 39                                        | 1 juni 2016                               | Tsjechië – Rusland                        | 2 – 1                                     | Vriendschappelijk                         |                                           |
| 40                                        | 13 juni 2016                              | Spanje – Tsjechië                         | 1 – 0                                     | EK 2016                                   |                                           |
| 41                                        | 17 juni 2016                              | Tsjechië – Kroatië                        | 2 – 2                                     | EK 2016                                   |                                           |

## Erelijst
| Competitie                         |                  |                                                      |                  |                  |
| Competitie                         | Aantal           | Jaren                                                |                  |                  |
| České Budějovice                   | České Budějovice | České Budějovice                                     | České Budějovice | České Budějovice |
| ---------------------------------- | ---------------- | ---------------------------------------------------- | ---------------- | ---------------- |
| Druhá liga                         | 1×               | 2001/02                                              |                  |                  |
| Austria Wien                       |                  |                                                      |                  |                  |
| ÖFB-Cup                            | 1×               | 2006/07                                              |                  |                  |
| Sparta Praag                       |                  |                                                      |                  |                  |
| Gambrinus liga                     | 1×               | 2013/14                                              |                  |                  |
| Pohár ČMFS                         | 1×               | 2013/14                                              |                  |                  |
| Superpohár FAČR                    | 1×               | 2013                                                 |                  |                  |
| Individueel                        |                  |                                                      |                  |                  |
| Tsjechisch voetballer van het jaar | 1×               | 2014                                                 |                  |                  |
| Topscorer 1. česká fotbalová liga  | 6×               | 2010/11, 2011/12, 2012/13, 2014/15, 2015/16, 2016/17 |                  |                  |